# 184878 Gotlib
184878 Gotlib este o planetă minoră (asteroid) din centura de asteroizi. A fost descoperită pe 26 octombrie 2005 la Nogales de Jean-Claude Merlin⁠(d) și a fost numită după Gotlib⁠(d). 
Obiectul prezintă o orbită caracterizată de o semiaxă mare de 2,9572536255336 UAi, o excentricitate de 0,13, o înclinație de 3,1 ° în raport cu ecliptica.